# Mammillaria mystax
Mammillaria mystax ist eine Pflanzenart aus der Gattung Mammillaria in der Familie der Kakteengewächse (Cactaceae). Das Artepitheton mystax bezeichnet die wie ein Oberlippenbart aussehenden, gewundene Axillenwolle der Art.

## Beschreibung
Mammillaria mystax hat einen kugligen später länglichen bis zu 15 Zentimeter hohen und mit bis zu 10 Zentimeter im Durchmesser großen Körper. Den Beinamen verdankt die Kakteenart der Bedornung in verschiedenen Zonen. Die dunkel grau-grünen Warzen sind vierkantig und werden von pyramidalen, weißwolligen Axillen mit gewundenen Borsten gekrönt. Die 5 bis 6 Randdornen sind in Länge und Farbe sehr variabel. Sie sind zwischen 0,4 und 0,8 Zentimeter lang und weiß mit braunen Spitzen. Die 3 bis 4 Mitteldornen sind anfangs dunkelpurpurn, später vergrauend und teil zwei Zentimeter lang; einer davon kann bis 7 Zentimeter erreichen.
Die purpurrosa gefärbten Blüten sind zwei Zentimeter im Durchmesser groß. Die Früchte sind heller und bis zu 2,5 Zentimeter lang. Die Samen sind braun.

## Verbreitung, Systematik und Gefährdung
Mammillaria mystax ist in den mexikanischen Bundesstaaten, Hidalgo, Oaxaca und in Zentralpuebla in Höhen zwischen 1000 und 2600 Metern verbreitet. Die Erstbeschreibung erfolgte 1832 durch Carl Friedrich Philipp von Martius. Nomenklatorische Synonyme sind Cactus mystax (Mart.) Kuntze (1891) und Neomammillaria mystax (Mart.) Britton & Rose (1923).
In der Roten Liste gefährdeter Arten der IUCN wird die Art als „Least Concern (LC)“, d. h. als nicht gefährdet geführt.

## Nachweise